# Fesmy-le-Sart
Fesmy-le-Sart település Franciaországban, Aisne megyében. Lakosainak száma 516 fő (2022. január 1.). Fesmy-le-Sart Barzy-en-Thiérache, Bergues-sur-Sambre, Oisy, Catillon-sur-Sambre, Le Favril, La Groise, Prisches és Rejet-de-Beaulieu községekkel határos.

## Népesség
A település népességének változása:
| Lakosok száma | 555  | 485  | 463  | 502  | 516  | 496  | 486  | 476  | 489  | 516  |
|               | 1975 | 1990 | 1999 | 2011 | 2013 | 2016 | 2017 | 2019 | 2020 | 2022 |